# Disinflazione
In economia la disinflazione è una riduzione dell'inflazione su base annua a seguito di un decremento del tasso di inflazione, con conseguente rallentamento nella crescita dei prezzi. Per esempio, se il tasso di inflazione passa dal 6%  al 2%, la disinflazione è pari al 4% e i prezzi dei beni crescono in maniera inferiore su base annua. La disinflazione non va confusa con la deflazione, che indica invece una variazione negativa dei prezzi.

## Cause ed effetti
Le cause della deflazione vanno imputate ad una diminuzione dell'offerta di moneta o ad una contrazione del ciclo economico e conseguente recessione.
La disinflazione può però avere degli effetti negativi sul rifinanziamento del debito pubblico sovrano in quanto i capitali privati necessitano di remunerazioni elevate con i tassi di interesse e questi tendono ad allinearsi al tasso di inflazione.
Dunque paradossalmente l'inflazione bassa potrebbe portare anche al default dello stato se non c'è l'intervento della relativa banca centrale che immette liquidità per acquistare titoli, come avvenuto in moltissimi stati grazie agli allentamenti monetari denominati "quantitative easing" dopo la crisi finanziaria del 2007-2008.